# 尚玄
尚玄（しょうげん、1978年6月20日 - ）は、日本の俳優、モデル。芸能事務所エーライツ所属。沖縄県那覇市出身。沖縄県立那覇高等学校、亜細亜大学卒業。既婚。妻は歌手のMay J.。

## 略歴
亜細亜大学卒業後、バックパックで世界中を40ヵ国以上旅しながらパリ・ミラノ・ロンドンでモデルとして活動した。2004年、25歳で帰国し俳優としての活動を開始した。2005年、戦後の沖縄を描いた映画『ハブと拳骨』でデビューした。三線弾きの主役を演じ、第20回東京国際映画祭コンペティション部門にノミネートされる。その後も映画を中心に活動するが、2008年ニューヨークで出逢ったメソッド演劇に感銘を受け、本格的にニューヨークで芝居を学ぶことを決意しその年の末に渡米する。
ニコール・キッドマンのプライベートコーチであるスーザン・バトソンやロバータ・ウォラックなどから演技を学ぶ。現在は日本とアメリカを行き来しながら邦画だけではなく海外の作品にも多数出演する。
2022年6月20日、歌手のMay J.と結婚したことを発表した。同日は2人の誕生日である。

## 人物
趣味は、写真撮影・山登り・旅行特技は、バスケットボール・三線・古武術・英語。

## 出演
※太字は主演

### テレビドラマ
- 東京ミチカ（2004年、フジテレビ）
- クロヒョウ 龍が如く新章（2010年10月 - 12月、毎日放送） - 梵字の男・日向 役
- 絶対零度〜特殊犯罪潜入捜査〜 第7話（2011年8月23日、フジテレビ） - ヘンリー張 役
- ハルサーエイカー2（2012年10月6日 - 12月29日、沖縄テレビ） - 田畑ジョー 役
- 愛・命 〜新宿歌舞伎町駆け込み寺〜（2011年12月17日、テレビ朝日） - 寺西 役
- 匿名探偵 第6話（2012年11月16日、テレビ朝日） - 内藤 役
- ネオ・ウルトラQ 第5話（2013年2月9日、WOWOW） - ハシオ 役
- 八重の桜 第44話（2013年11月3日、NHK）
- ハードナッツ! 〜数学girlの恋する事件簿〜 第1・2話（2013年10月20日・27日、NHK BSプレミアム） - マゼラン大月 役
- 月曜ゴールデン 十津川警部シリーズ52（2014年5月12日、TBS） - 佐々木 役
- MOZU Season2〜幻の翼〜 第3話（2014年7月6日、WOWOW） - バサエフ 役
- デスノート 第2話〜第4話（2015年7月12日 - 7月26日、日本テレビ）- レイ・ペンバー 役
- トランジットガールズ（2015年11月7日 - 12月26日、フジテレビ） - 佐伯柳太朗 役
- サムライせんせい 第4話（2015年11月13日、テレビ朝日） - 牧村利彦 役
- 最上の命医（2017年） ‐ 井上義彦
- ドラマミステリーズ 〜カリスマ書店員が選ぶ珠玉の一冊〜（2017年、フジテレビ）

### 映画
- トーリ（2004年） - 「心の刀」・影 役
- .ing（2005年）
- 昔むかし〜化けもの寺（2006年） - 主演・野武士 役
- 風之舞（2007年） - 主演・比嘉晴琉 役
- スキヤキ・ウェスタン・ジャンゴ（2007年、ソニー・ピクチャーズ）
- アコークロー（2007年、彩プロ） - 渡嘉敷仁成 役
- 七人の侍（2008年、シネマクリップ） - 若頭 役
- ハブと拳骨（2008年、ナインエンタテインメント） - 主演・与那覇良 役
- もう一つの柳川組 木槿の花（2009年、メディアワークス） - 主演・柳川重男 役
- カイジ 人生逆転ゲーム(2009年、東宝、監督：佐藤東弥） - 間島悟 役
- カフーを待ちわびて（2009年、エイベックス） - 照屋俊一 役
- カケラ（2010年、ピクチャーズデプト） - バーテンダー 役
- 忍道-SHINOBIDO-（2012年2月公開、ジョリー・ロジャー） - 立石駒彦 役
- TAP 完全なる飼育（2013年）
- 太秦ライムライト（2014年） - 工藤淳 役
- ストリートファイター 暗殺拳（2014年）- 若き日の剛拳 役
- 新選組オブ・ザ・デッド（2015年） - 唐人エックス 役
- コントロール・オブ・バイオレンス（2015年） - クリス・兄 役
- The Room（2016年8月公開） - 主演
- 笠置ROCK! （2017年）- 寺山登 役
- いぬむこいり（2017年）
- トウキョウ・リビング・デッド・アイドル（2018年） - 犬田満男 役
- ニワトリ★スター（2018年3月17日、マジックアワー） - 行商の男 役
- STAY （2018年）- リュウ 役
- ココロ、オドル （2019年）- 花城雄飛 役
- 東京バタフライ（2020年） - 音楽プロデューサー 役
- メイド・イン・ヘヴン（2021年） - 店員 役
- COME & GO カム・アンド・ゴー（2021年）- 竜司 役
- JOINT（2021年11月20日）- ジェイ 役
- 親密な他人（2022年3月5日）
- Sexual Drive「背油大蒜増々」（2022年4月29日）- 池山 役
- 義足のボクサー　GENSAN PUNCH（英語版）（2022年6月10日）- 主演・津山尚生 役
- 10ROOMS（2022年11月18日公開） - 安室安二郎 役[3]
- 赦し／ December (2023年3月18日、KOWATANDA FILMS=YAMAN FILMS) - 樋口 克(被害者の父親) 役
- 彼方の閃光（2023年12月8日） - 糸洲 役[4]
- はじまりの日（2024年10月11日）[5]
- 木の上の軍隊（2025年7月25日） - 松尾中尉 役[6][7]
- 風のマジム（2025年9月12日公開予定） - 儀間鋭一 役[8]
- 宝島（2025年9月19日公開予定） - タイラ 役[9]

### バラエティ
- 王様のブランチ（2007年6月16日、TBS）

### 舞台
- クロスセンス（2007年、ル・テアトル銀座）
- Kitchen（2012年、サンモールスタジオ）
- 九頭の讃美歌。そして十字架。時々、晴れ。（2012年、赤坂RED/THEATER、作・一雫ライオン、演出・近藤芳正）
- 革命の家（2025年、シアターサンモール）[10]
- 生きているから 〜対馬丸ものがたり〜（2025年公演予定、那覇文化芸術劇場なはーと 大劇場）[11]

### PV
- 「Blazing Circle」（DRIVE FAR）
- 「マスカラまつげ」（DREAMS COME TRUE）
- 「Last Kiss」（BONNIE PINK）
- 「Private Laughter」（BONNIE PINK）
- 「you」 （倖田來未）
- 「Lies」（倖田來未）
- 「Someday」（倖田來未）

### CM
- 朝日新聞社「名将の決断」
- Sankyo「七人の侍」
- ユニクロ
- au
- 韓国タイヤ
- ミュゥモ
- DoCoMo「DoCoMo2.0タクシー編」

### 配信ドラマ
- フクロウと呼ばれた男（2024年） - 村上ケン 役[12]

## 主なモデル活動

### 雑誌
- COVER
- Men's Joker
- THE SUIT CATALOGUE
- SWITCH
- Smart Max
- Smart
- BLENDA
- Monthly M
- MEN'S NON-NO
- Warp
- PIG MAGAZINE（ITALY）
- FHM, RADIKAL（FRANCE）
- View Point（UK）

### ショー
- EDWIN
- JEAN PAUL GAULTIER
- EGON FURSTENBERG(ITALY)
- Roen（ミラノコレクション）